# سینیشا کونچالوویچ
سینیشا کونچالوویچ (انگلیسی: Siniša Končalović؛ زادهٔ ۲۴ اکتبر ۱۹۶۸) بازیکن سابق فوتبال اهل کرواسی است که در پست هافبک برای باشگاه‌های یوگسلاوی، اسپانیا، یونان، پرتغال، اتریش و بلژیک بازی کرد.